# Pseudolaureola wilsmorei
Pseudolaureola wilsmorei là một loài chân đều trong họ Armadillidae. Loài này được Nicholls & Barnes miêu tả khoa học năm 1926.